# فيكرام بانيرجي
فيكرام بانيرجي (20 مارس 1984 - ) (بالإنجليزية: Vikram Banerjee)‏ هو لاعب كريكت بريطاني.

## وصلات خارجية
- فيكرام بانيرجي على موقع إي آس بي آن كريك إنفو (الإنجليزية)